# Cryptes de Jouarre
Les cryptes de Jouarre sont des mausolées pour les fondateurs de l'abbaye Notre-Dame de Jouarre et leurs proches, dans la commune de Jouarre, dans le département de Seine-et-Marne. La crypte Saint-Paul est un mausolée collectif pour des membres de la famille fondatrice de l'abbaye, ainsi que sainte Osanne, tandis que la crypte Saint-Ébrégésile était réservée à la dépouille du saint éponyme, évêque de Meaux vers la fin du VIIe siècle. 
La construction des cryptes remonte en effet au VIIe siècle, mais elles ont connu de nombreuses évolutions et remaniements qui rendent leur lecture difficile. Si les colonnes en marbre noir proviennent de constructions démantelées plus anciennes, les chapiteaux sont en partie mérovingiens, et en partie romans, et les voûtes sont romanes. 
La première crypte, la plus grande, se situe au nord, et dispose d'une entrée côté ouest ; la deuxième crypte, moitié plus petite, lui est contigüe au sud. Les deux espaces communiquent entre eux depuis 1640. La crypte Saint-Ébrégésile était ouverte, à l'ouest, sur l'église cémétériale Saint-Paul, qui s'étendait jusqu'au chevet de l'église paroissiale. Détruite  lors de la guerre de Cent Ans, ses dernières traces en élévation ont été supprimées lors de l'alignement des murs occidentaux des deux cryptes au XVIIe siècle. Plusieurs sépultures sont devenues des cénotaphes depuis la translation des reliques dans des châsses. Celles-ci sont abritées dans l'église paroissiale.
L'ensemble est classé au titre des monuments historiques par la première liste de 1840.

## Localisation
Les cryptes de Jouarre sont situées sur le domaine de l'abbaye Notre-Dame de Jouarre, mais derrière l'église paroissiale, place Saint-Paul, sur la commune de Jouarre, au nord-ouest du département de Seine-et-Marne, en Île-de-France. L'abbaye comptait jadis trois édifices religieux, dont l'église Saint-Paul-et-Saint-Martin, qui a disparu ; les cryptes constituaient le prolongement oriental de cette dernière,.

## Historique

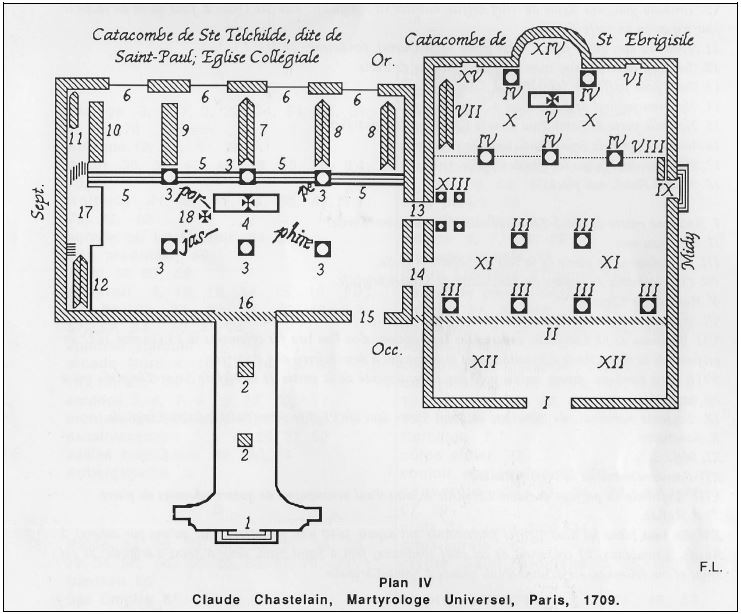
Plan des cryptes (Claude Chastelain, 1709).

L'abbaye Notre-Dame de Jouarre est fondée vers 630 ou 635 par Adon, en tant qu'abbaye double, avec donc la particularité de réunir sous une même autorité une communauté d'hommes et une communauté de femmes.
Il était courant, pour les monastères de cette époque, de disposer d'une basilique cémétériale distincte de l'abbatiale. C'est vers 680 qu'Agilbert, évêque de Paris, fait donc construire une crypte à l'est de la basilique funéraire pour y abriter les tombeaux d'Adon et de sa famille (en fait la famille de la deuxième épouse de son père, saint Authaire). Ébrégisile, évêque de Meaux au tournant du VIIe et VIIIe siècles, ne souhaitant pas être inhumé avec les autres illustres défunts, décide de faire construire de son vivant sa propre crypte au sud de la première. C'est ainsi que reposent dans ces cryptes Adon (fondateur et premier abbé), Telchilde (ou Théodechilde, première abbesse et cousine d'Agilbert), Agilberte (deuxième abbesse, cousine de Telchilde et d'Agilbert), Balde (troisième abbesse, tante des deux précédentes) ; d'autres personnages, n'ayant pas dirigé l'abbaye, sont également ensevelis dans les cryptes : Agilbert lui-même, Mode (belle-mère d'Adon, sœur de Balde et tante d'Agilberte et de Telchilde), et Ébrégisile (frère de la deuxième abbesse, Agilberte) ainsi qu'une certaine Osanne (ou Ozanne), princesse irlandaise qui vivait au VIIe siècle,.
Beaucoup plus imposant au Moyen Âge, l'ensemble est partiellement incendié pendant la Guerre de Cent Ans, aboutissant à la destruction de l'église Saint-Paul. Des interventions, dont le détail n'est pas connu, ont certainement lieu au niveau des cryptes entre cette destruction et les reprises du XVIIe siècle. Vers 1640, des travaux intéressant l'ouest du site conduisent à l'alignement du mur occidental des deux cryptes. Ces travaux ont pour but la construction de la chapelle Saint-Martin au-dessus des cryptes. Dans le même temps, un passage est créé, faisant directement communiquer les deux cryptes. D'autres travaux ont lieu à plusieurs reprises au XIXe siècle, ainsi qu'en 1951 pour réduire l'humidité ambiante.
Les nombreuses modifications apportées à la crypte Saint-Paul (agrandissements, destructions, réfections) s'y sont succédé, et rendent difficile une lecture claire de l'histoire de cette crypte. Les observations du début des années 2000 ont conduit archéologues et historiens à proposer des thèses contradictoires sur la chronologie de la construction des cryptes, que seules de nouvelles études permettraient de confronter et d'affiner.
Plusieurs éléments de l'abbaye Notre-Dame de Jouarre sont portés à l'inventaire des monuments historiques, mais les cryptes en sont les seuls édifices protégés par la première liste établie en 1840.

## Description et architecture
L'ensemble se compose de deux cryptes juxtaposées, l'une au nord appelée crypte Saint-Paul, l'autre, contigüe au sud à la précédente, dédiée à saint Ebrégisile. La crypte Saint-Paul avait été aménagée à l'est du chevet de l'église du même vocable. Plus tard, depuis le nord, un souterrain (ou un passage ouvert en déblai) aménagé sur le site de l'église Saint-Paul permettait d'y accéder. Il était en effet postérieur à la destruction des élévations de l'église Saint-Paul.

### La crypte Saint-Paul
| - Détail de la façade de la Torhalle de Lorsch. - Détail du mur occidental de la crypte Saint-Paul. |

Divisée en douze travées par deux rangées de trois futs de colonnes gallo-romaines de remploi en marbres de différente provenance, surmontées de chapiteaux sculptés et abaques en marbre blanc des Pyrénées datant de la construction de la crypte au VIIe siècle qui supportent des voûtes d'arêtes, romanes ou postérieures. Le mur occidental est réalisé en opus reticulatum (appareil en filet) qui donne des motifs géométriques : du haut vers le bas, des octogones alternant avec des petits losanges, des losanges plus grands et des carrés. Ce mur, daté du IXe siècle et qui ne fait pas partie des aménagements initiaux de la crypte, présente un aspect qui le rapproche de certaines églises de la basse vallée de la Loire mais surtout de la Torhalle de Lorsch, qui pourrait avoir servi de modèle à cet ensemble,.

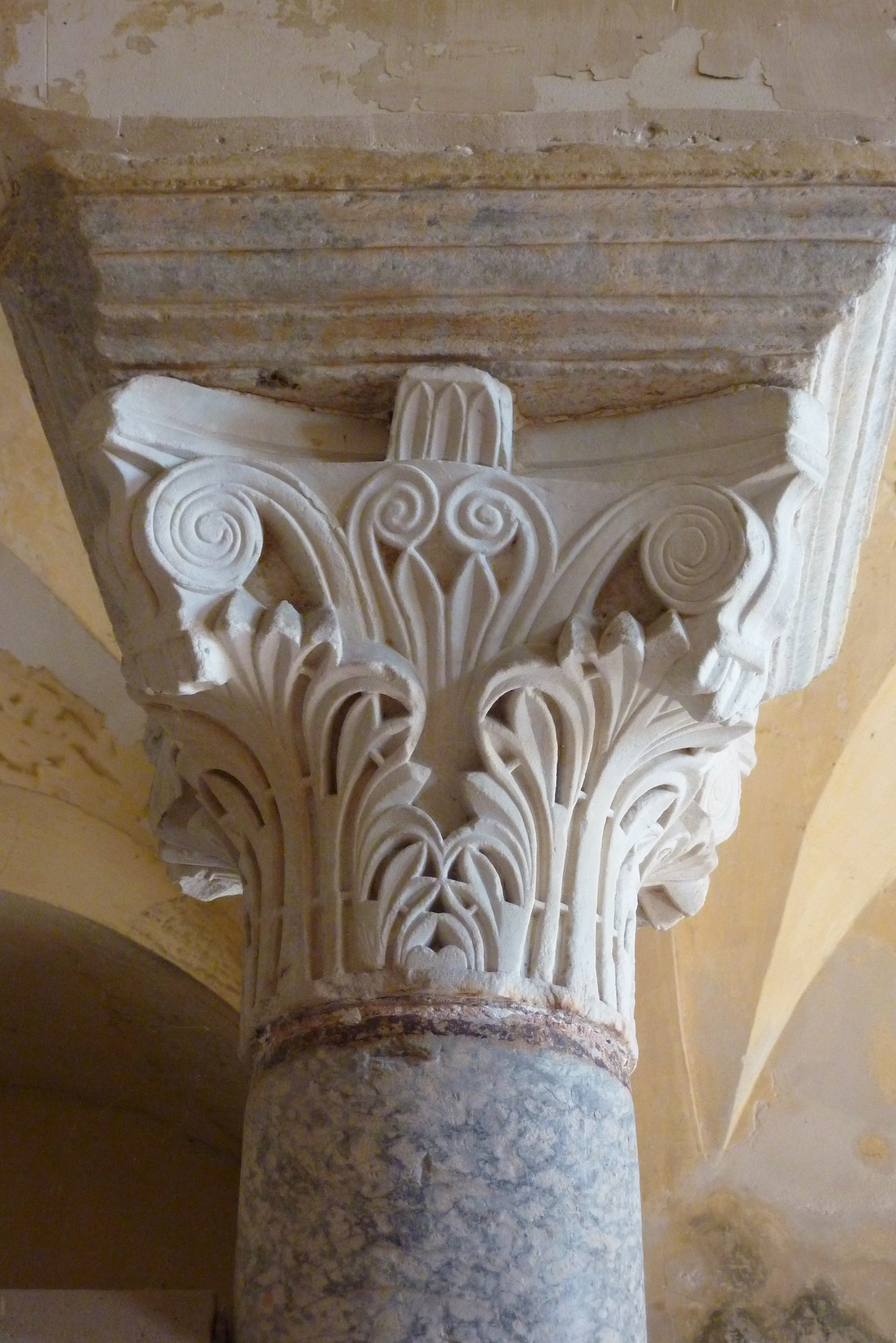
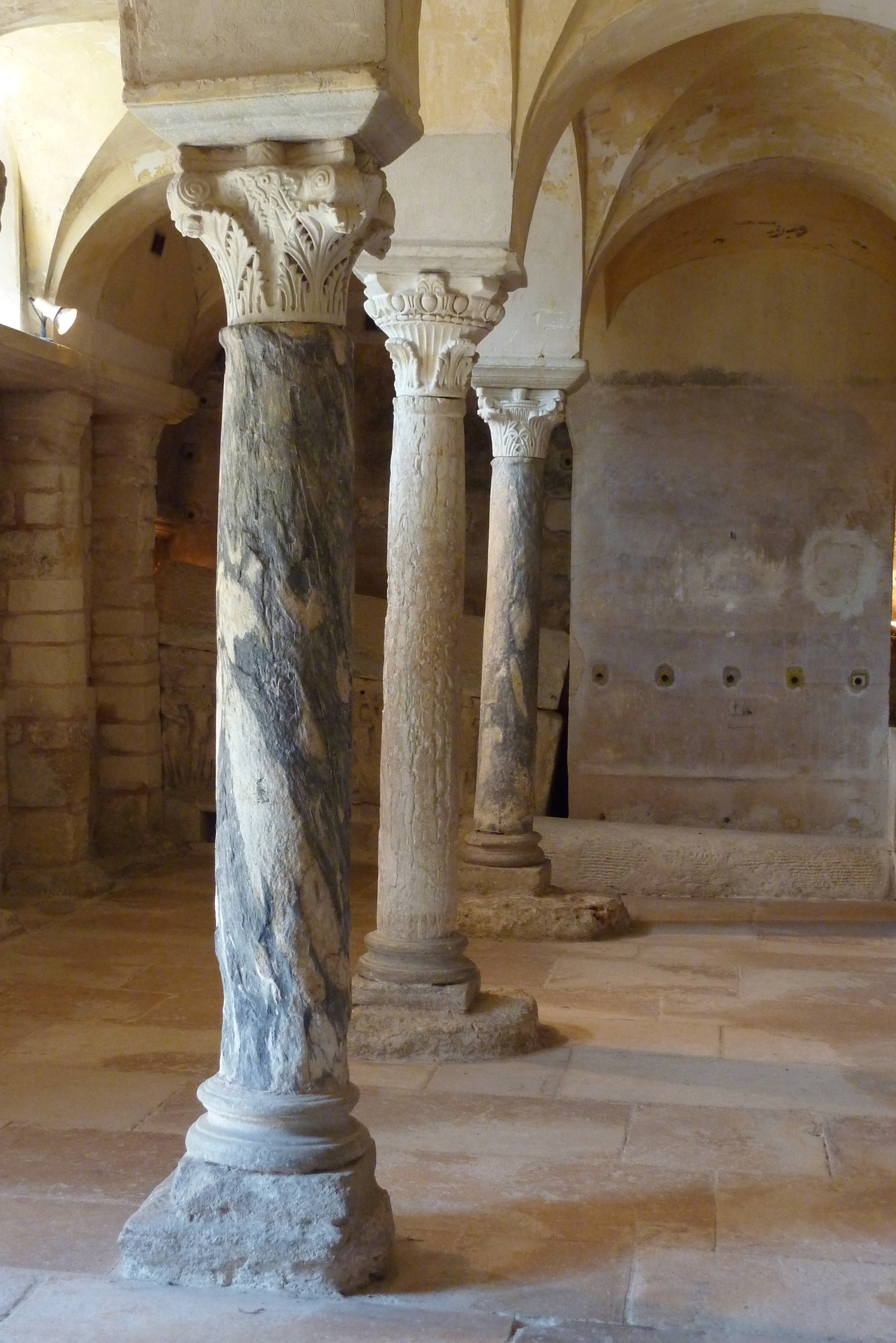
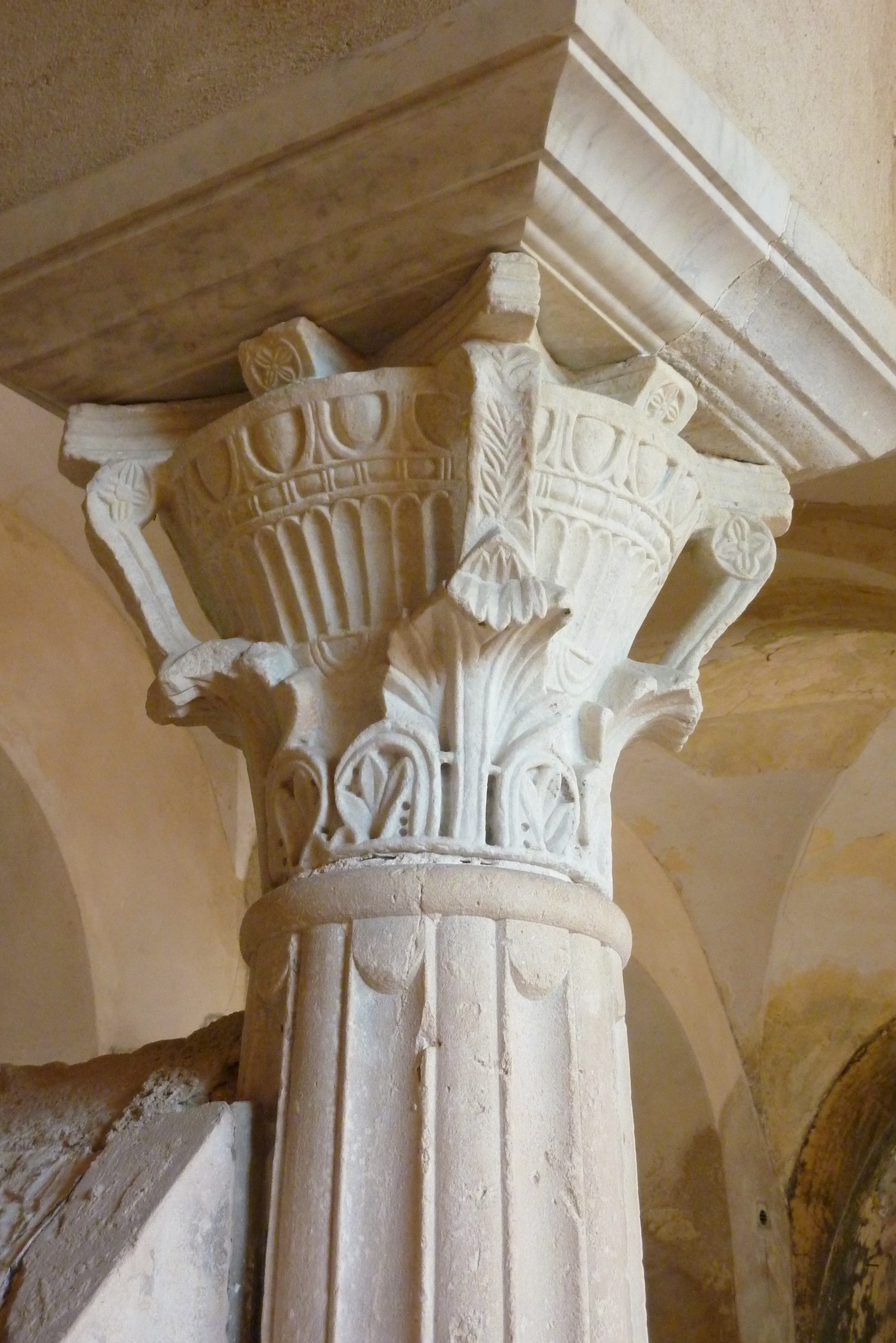
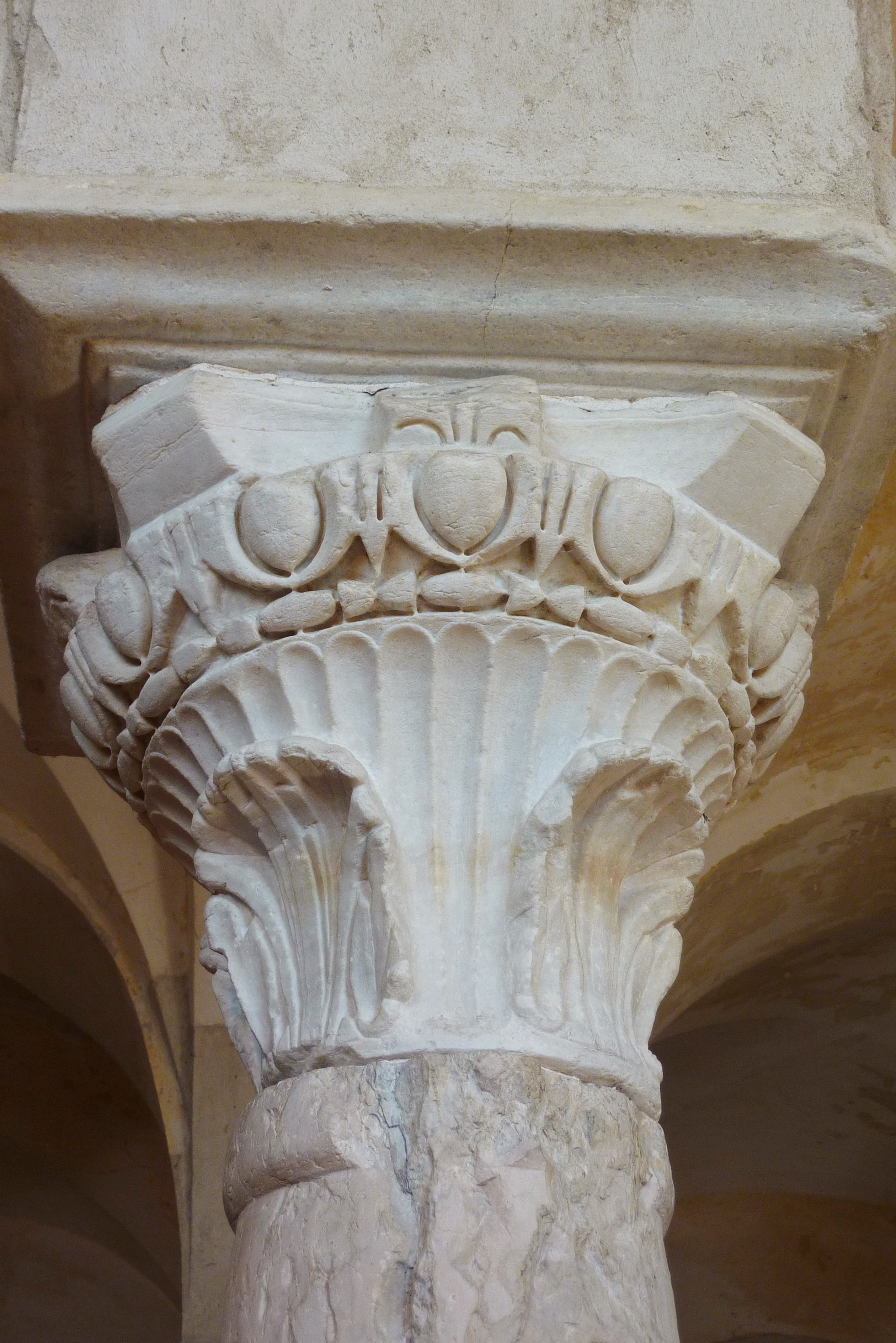
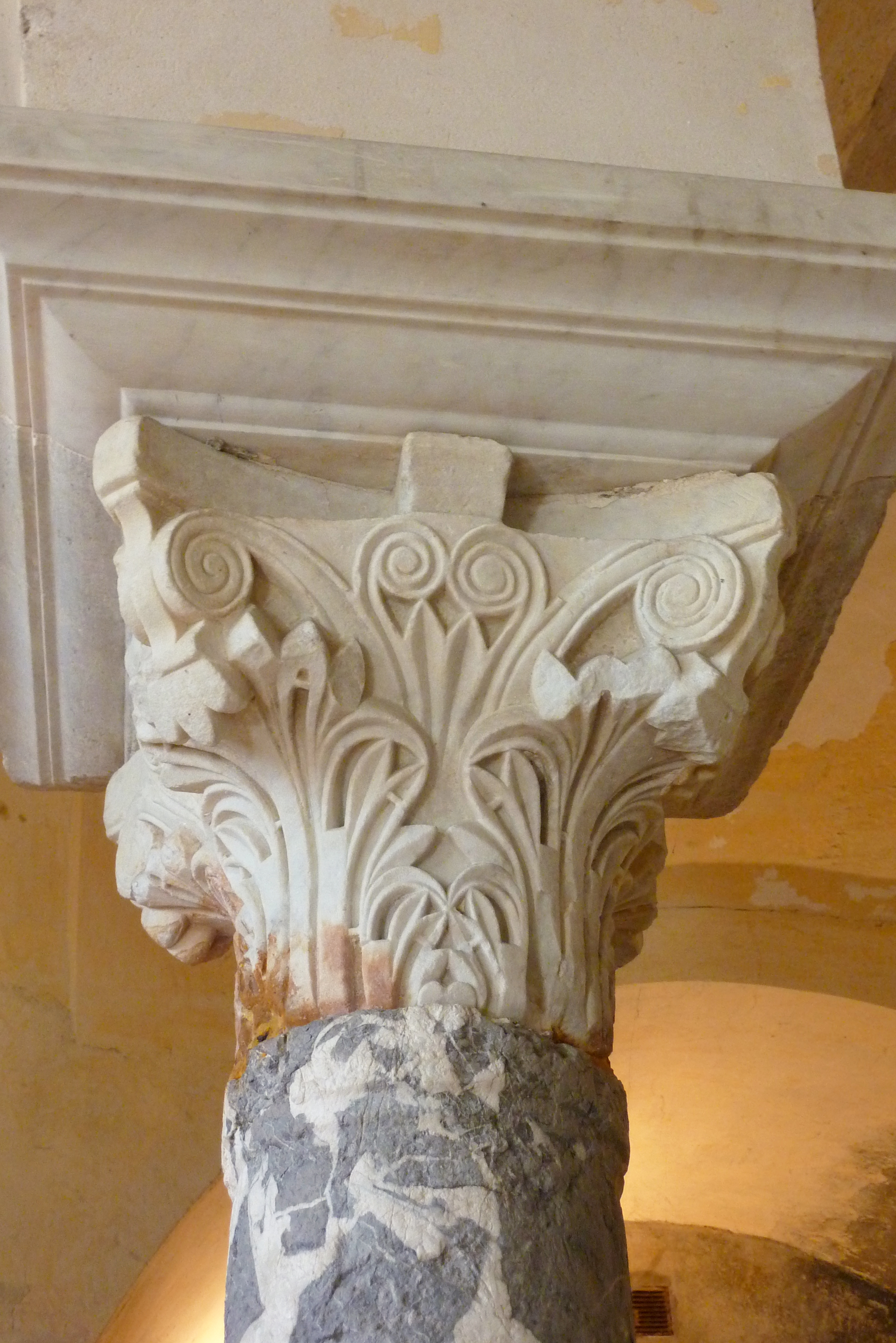
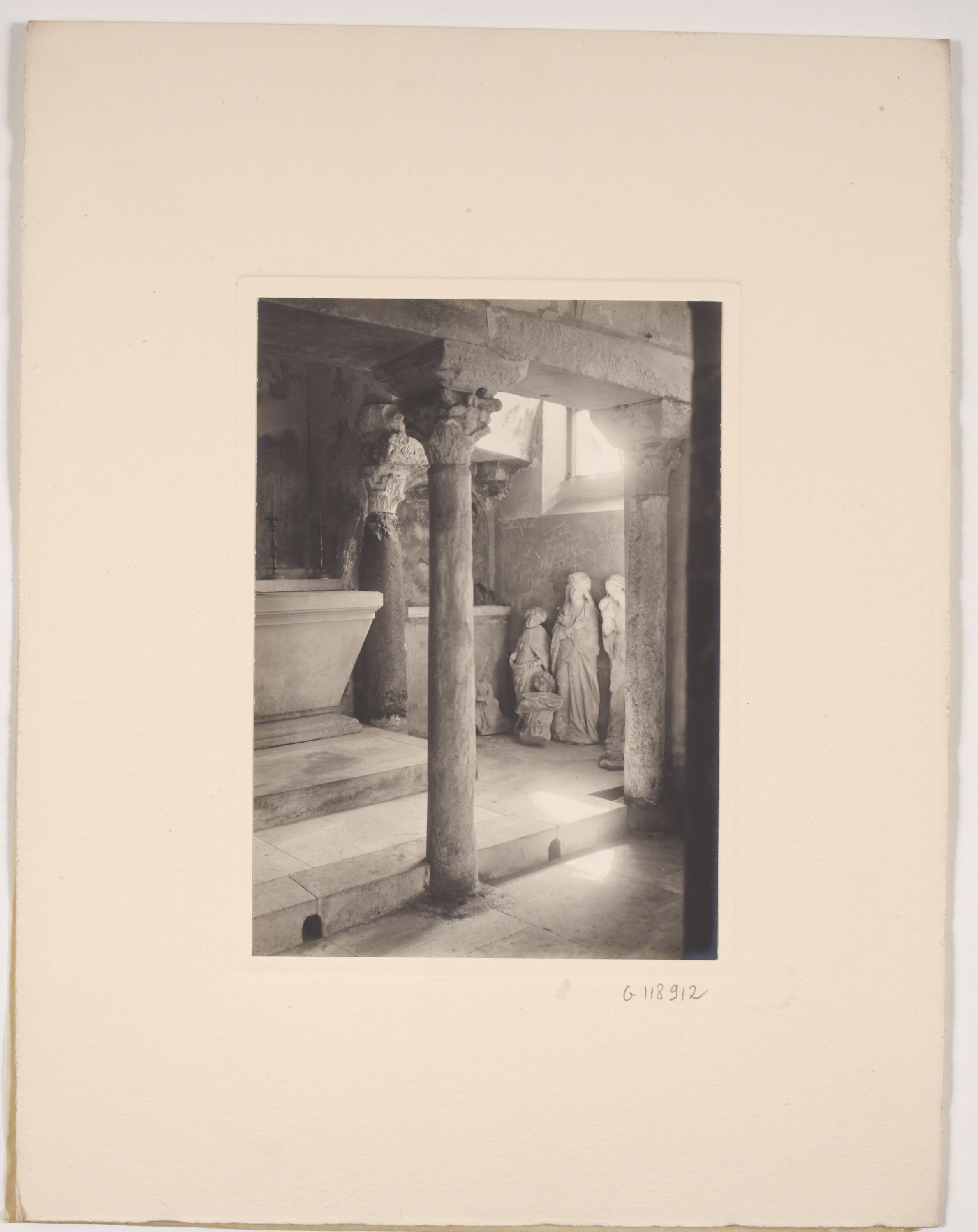
Vers 1900.

### Les tombeaux de la crypte Saint-Paul

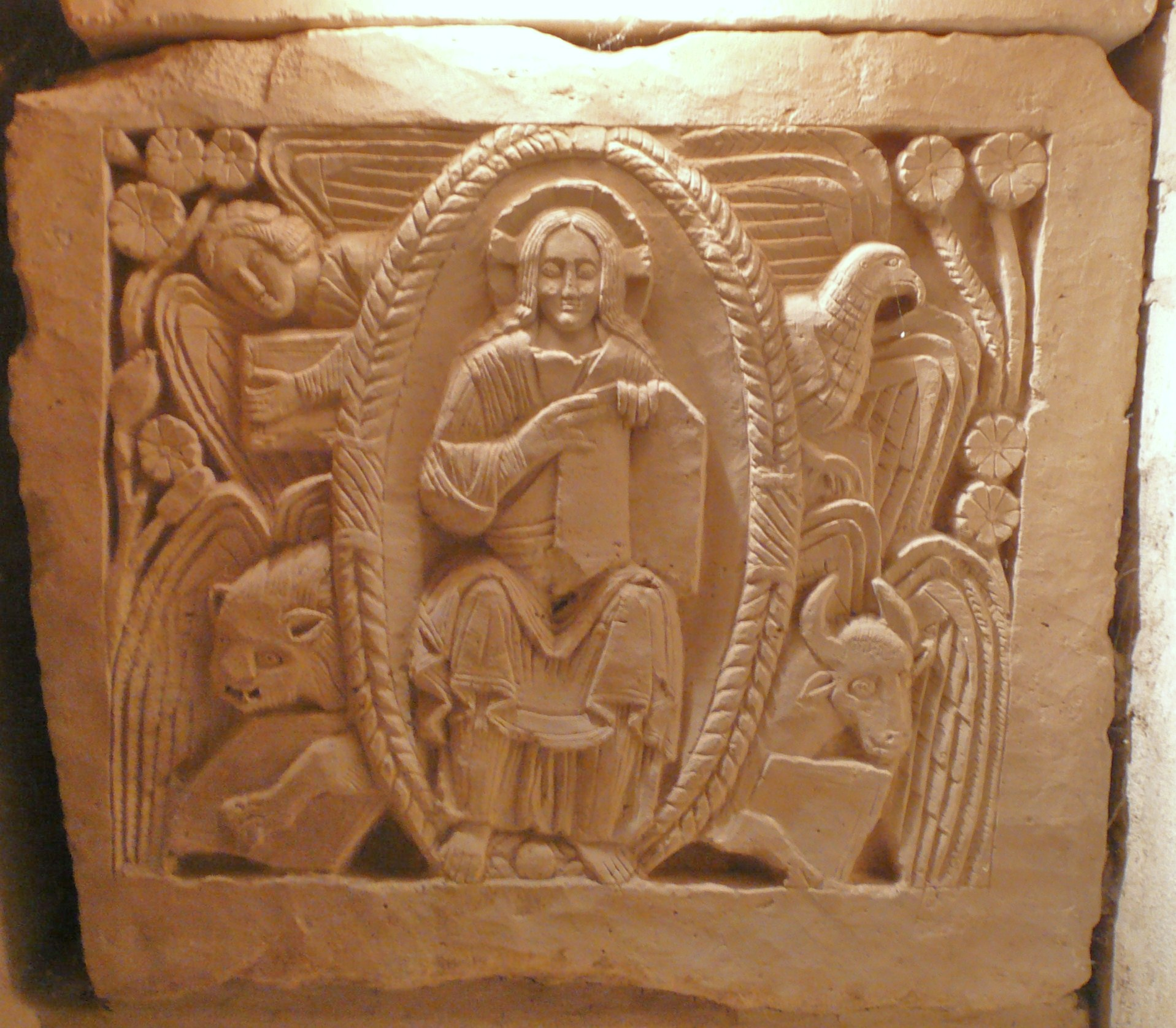
Sarcophage de saint Agilbert : le Tétramorphe.

Exception faite d'Ébrégisile, toutes les personnes inhumées dans les cryptes de Jouarre reposaient dans la crypte Saint-Paul. Le tombeau d'Adon se situe dans une cuve au sol derrière sainte Osanne et n'est pas visible. Le tombeau d'Agilbert a été transféré dans un enfeu dans le mur nord. Les cinq autres sarcophages sont disposés perpendiculairement au mur oriental sur un banc de pierre, qui a été supprimé dans l'intervalle entre deux sarcophages.
La plupart des sépultures sont devenues des cénotaphes (sauf peut-être pour Balde et Mode, qui ne sont pas saintes et ne donnent pas des reliques), du fait de la translation de l'essentiel des ossements dans des châsses. Les quatre tombeaux conservant leurs sarcophages d'origine, rompent avec la tradition mérovingienne, et présentent des motifs plus méditerranéens (bandeau sommital à fleurettes du couvercle du sarcophage d'Adon, petites feuilles à trois limbes du cénotaphe d'Aguilberte) pouvant être comparés à des décors byzantins visibles en Italie ou en Afrique du Nord (frises du cénotaphe de Théodechilde) ; en particulier, le style et le décor du sarcophage d'Agilbert semblent caractéristiques de l'art copte ou, en tout cas, de l'Orient méditerranéen. Le sarcophage de Téchilde, examiné vers 1870, a gardé la trace du corps qui y était déposé — il n'avait pas été au préalable enveloppé d'un linceul —. Le tombeau d'Osanne est plus tardif (XIIIe siècle).

### La crypte de Saint-Ébrégisile

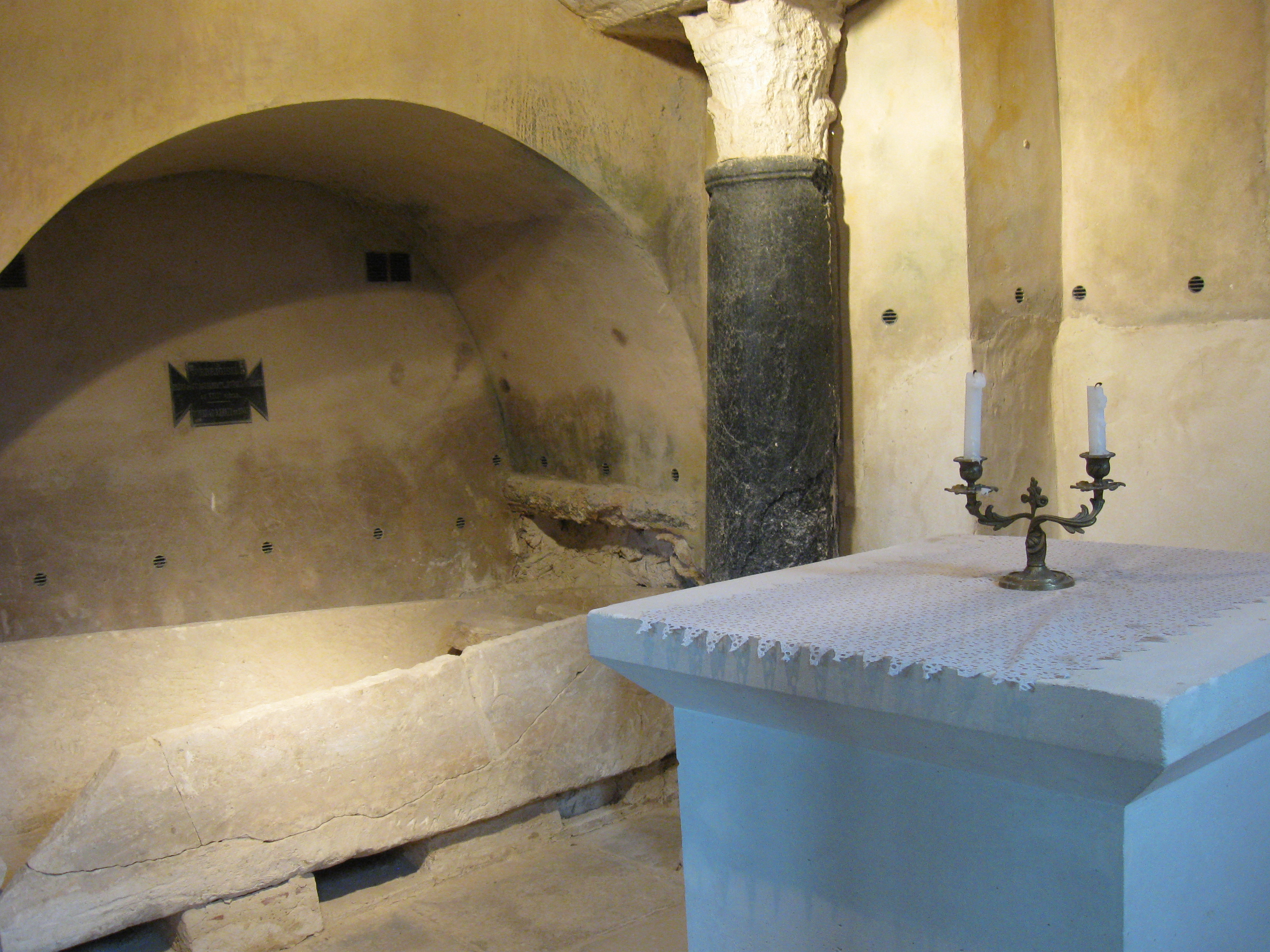
Crypte Saint-Ebrégésile : le sarcophage.

Construite au sud de la crypte Saint-Paul à laquelle elle fut reliée par un passage en 1636 / 1640, elle fut construite pour y accueillir le seul tombeau d'Ébrégisile. En dehors du plan et des murs est et sud, quelques colonnes semblent être les seuls vestiges de la construction d'origine, profondément remaniée au second quart du XIe siècle (voûtement d'arêtes) et XIIe siècle, (reprises en sous-œuvre).
Le sarcophage d'Ebrégésile a été exhumé à la suite de travaux destinés à combattre l'humidité de la crypte et réalisés en 1985 ; son couvercle avait été remplacé par deux fois, en 1627 puis en 1843-44. Son examen a révélé la trace des linceuls qui enveloppaient le corps.

## Études et fouilles

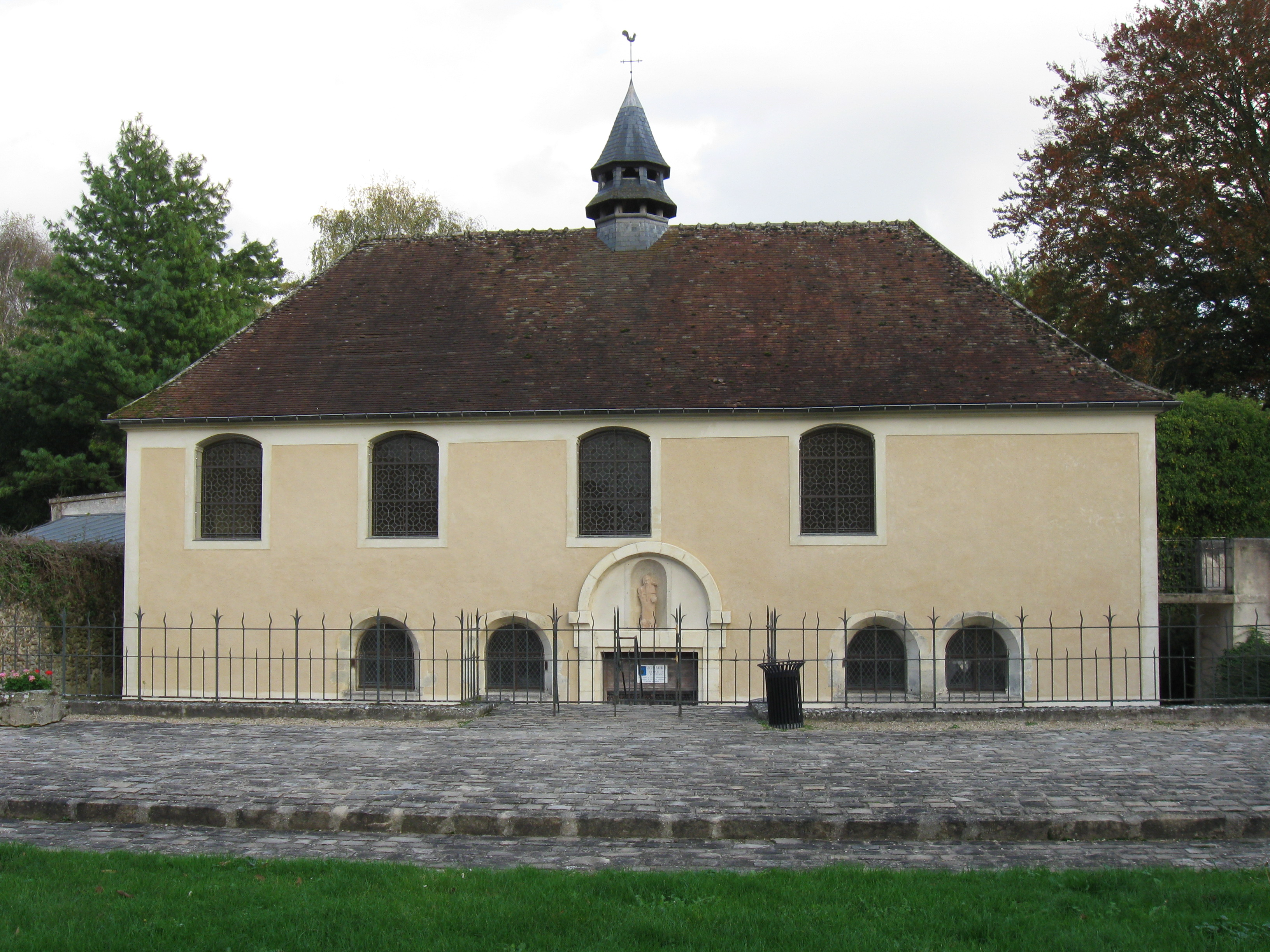
L'entrée des cryptes.

Les premières fouilles archéologiques des cryptes datent du début des années 1840. Le déplacement du cimetière se trouvant à proximité immédiate des cryptes permet à l'abbé Thiercelin de réaliser en 1869-1870 une étude d'ensemble des cryptes et des vestiges de l'église Saint-Paul.
Les travaux d'assainissement des cryptes conduits en 1951 permettent à sœur Telchilde de Montessus de décrire précisément l'ordonnancement architectural des cryptes. De 1985 à 1989, Gilbert-Robert Delahaye complète les données concernant les secteurs sud et ouest de la crypte Saint-Paul, ainsi que la crypte Saint-Ébrégisile. En 2005, une opération de fouille préventive, préalable à un aménagement de la place Saint-Paul se déroule devant les cryptes, permettant une réinterprétation partielle des données antérieures. Les résultats, obtenus avec des techniques plus précises que celles disponibles au XIXe siècle, montrent que les observations de 1869-1870 sont en partie sujettes à caution ; elles sont cependant les seules à proposer pour l'ancienne église Saint-Paul un plan dont rien désormais ne permet de vérifier l'exactitude.